# Тастин (Калифорния)
Тастин (англ. Tustin) — город, расположенный в округе Ориндж, США. В 2020 году население Тастина составляло 80 276 человек.
По данным Бюро переписи населения США, общая площадь города составляет 11,1 квадратных миль (28,7 км²). Он граничит с Ирвайном на юге и востоке, Оринджем и некорпорированным сообществом Норт-Тастин на севере и Санта-Аной на западе.
Этот город иногда называют «Городом деревьев». Платаны и дубы росли в изобилии во время основания города, а основатель города Колумб Тастин был ответственен за посадку ещё большего количества деревьев вдоль улиц города.
Город упоминается в сериале «Остаться в живых».

## История
1 ноября 1776 года Миссия Сан-Хуан-Капистрано стала первым постоянным европейским поселением в Альта-Калифорнии. В 1810 году Испанская империя предоставила 62 500 акров (253 км2) Хосе Антонио Йорбе, который назвал эту территорию Ранчо Сантьяго-де-Санта-Ана. Ранчо Йорбы включало земли, где сегодня находятся калифорнийские города Олив, Ориндж, Вилла-Парк, Санта-Ана, Тастин, Коста-Меса и Ньюпорт-Бич. После мексикано-американской войны в 1848 году Верхняя Калифорния стала частью Соединённых Штатов и в эту область стали прибывать американские поселенцы.

## Достопримечательности

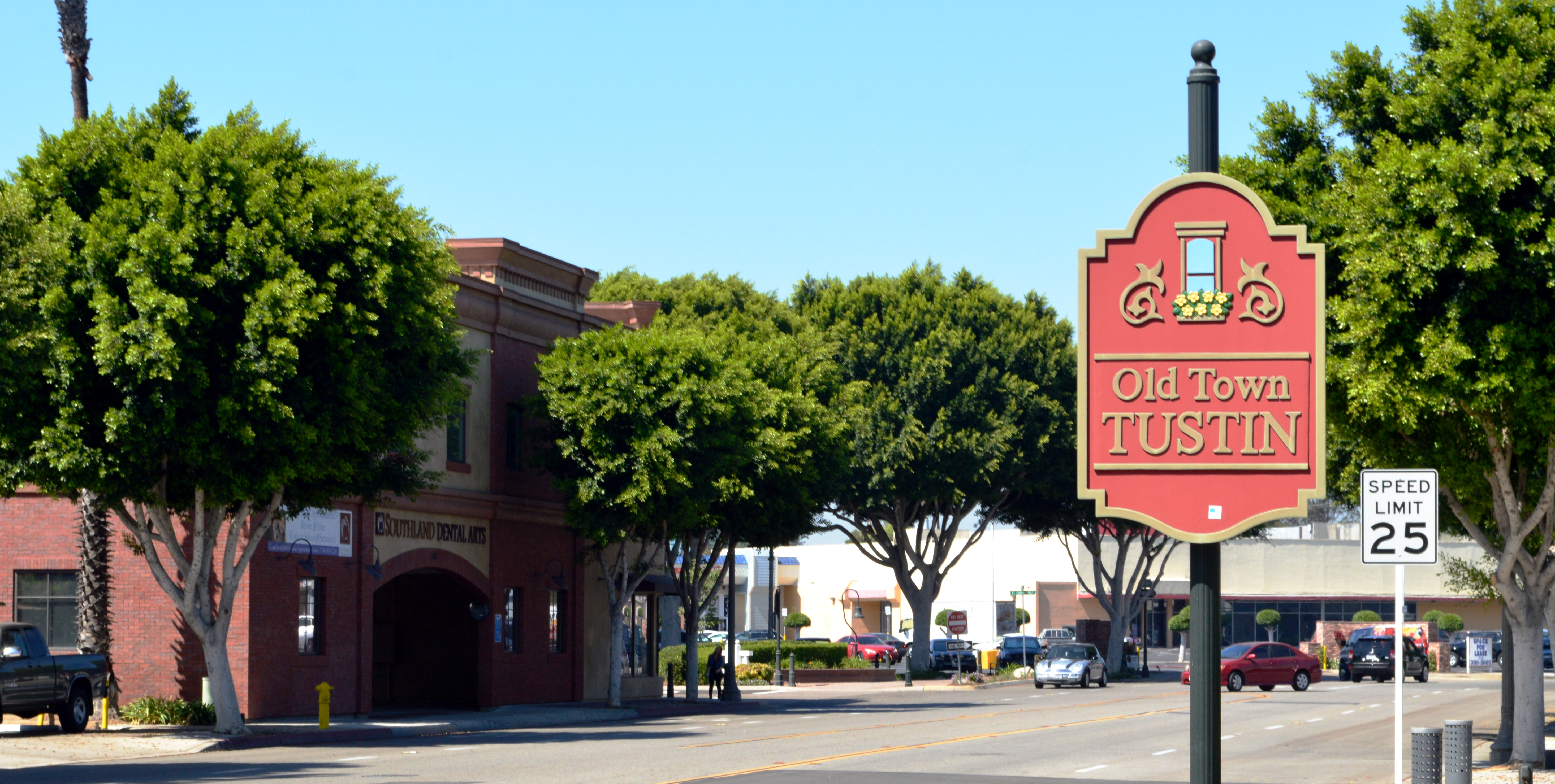
Старый город

- Рынок
- Музей Тастина
- Эндерле Центр
- Автомобильный музей Маркони
- Старый город
- Поле для гольфа Тастин Ранч

## Климат
В Тастине средиземноморский климат (классификация климата Кеппена Csa).